# 刘聪 (汉赵)
漢昭武帝刘聪（？—318年8月31日），字玄明，新兴（今山西忻州市）匈奴人。十六国时汉赵国君。汉光文帝劉淵第四子，母张夫人。劉聰學習漢人典籍，深受漢化。執政時期先後派兵攻破洛陽和長安，俘虜並殺害晉懷帝及晉愍帝，覆滅西晉政權並拓展大片疆土。政治上创建了一套胡、汉分治的政治体制。但同時大行殺戮，又寵信宦官和靳準等人，甚至在在位晚期疏於朝政，只顧情色享樂。其執政末期甚至出現「三后並立」的情況。

## 生平

### 才兼文武
劉聰年幼時就已經很聰明和好學，令到博士朱紀都覺得十分驚奇。劉聰非但通曉經史和百家之學，更熟讀《孫吳兵法》，而且善寫文章，又習書法，擅長草書和隸書；另外，劉聰亦學習武藝，擅長射箭，能張開三百斤的弓，勇猛矯捷，冠絕一時。可謂文武皆能。
劉聰二十歲後到洛陽遊歷，得到大量名士結交。後擔任新興太守郭頤的主簿。及後遷任右部都尉，因安撫接納得宜而得到匈奴五部豪族的歸心。河間王司馬顒表劉聰為赤沙中郎將，但當時劉淵在鄴城任官，因害怕駐守鄴城的成都王司馬穎加害父親，於是投奔司馬穎，任右積弩將軍，參前鋒戰事。

### 助父建國
永安元年（304年），司馬穎任命劉淵為北單于，劉聰於是被立為右賢王，並與父親應命回到匈奴五部為司馬穎帶來匈奴援軍。但劉淵回到五部後就稱大單于，劉聰亦改拜鹿蠡王。劉淵聚眾自立，同年即稱漢王，建立漢國。後來任命劉聰為撫軍將軍。
元熙五年（晉永嘉二年，308年），劉聰被派遣南據太行山。同年年末刘淵稱帝，劉聰升任車騎大將軍。不久封楚王。次年與王彌和石勒等進攻壺關，擊敗司馬越派去抵抗的施融和曹超，攻破屯留和長子，令上黨太守龐淳獻壺關投降。數月後又領兵攻洛陽，擊敗平北將軍曹武，長驅直進至宜陽。但劉聰因連番勝利而輕敵，被詐降的弘農太守垣延率兵乘夜偷襲劉聰，最終劉聰大敗而還。兩月後劉聰再與王彌、劉曜、呼延翼等進攻洛陽。晉室以為漢國剛遭大敗，短時間不會再南侵，於是疏於防備，知道劉聰等來攻十分畏懼，劉聰更一度進兵至洛陽附近的洛水。當時晉將北宮純率兵夜襲漢國軍壁壘，斬殺將領呼延顥；及後呼延翼更被部下所殺，所率部隊因喪失主帥而潰退，劉淵於是下令撤兵。劉聰則上表稱晉朝軍隊又少又弱，不能因呼延翼等人之死而放棄進攻，堅持要留下來。劉淵允許。而面對漢軍，防守洛陽的司馬越唯有嬰城固守。但及後司馬越乘劉聰到嵩山祭祀的機會派兵進攻留守的漢軍，斬殺呼延朗。安陽王劉厲見此，害怕劉聰怪罪自己而跳進洛水自殺。王彌此時以洛陽守備仍堅固和糧食不繼勸劉聰撤軍，但劉聰因為是自己請求留下，不敢自行撤軍。劉淵及後聽從宣于脩之之言，命劉聰領軍撤退，劉聰見此才撤軍。
劉淵回到平陽後，任命劉聰為大司徒。河瑞二年（晉永嘉四年，310年），劉淵患病，任命劉聰為大司馬、大單于，與太宰劉歡樂和太傅劉洋共錄尚書事，並在都城平陽西置單于臺。不久劉淵逝世，由太子刘和即位。

### 弒兄登位
劉和即位後，受宗正呼延攸、衞尉劉銳及素來厭惡劉聰的侍中劉乘進言唆擺，決意要消除諸王勢力，尤其當時擁兵十萬的劉聰。劉和不久就採取行動，但因劉聰有備而戰，最終劉聰率軍從西明門攻進皇宮，並於光極殿西室殺害劉和，又收捕逃到南宮的呼延攸等人，並將他們斬首示眾。
劉和死後，群臣請劉聰繼位，劉聰以其弟北海王劉乂是單皇后之子而讓位給他，但劉乂仍堅持由劉聰繼位。劉聰最終答應，並說要在劉乂長大後將皇位讓給他，登位後即立劉乂為皇太弟。
刘聪为了稳固地位，又杀死嫡兄刘恭。

### 永嘉之亂
劉聰即位後三個月，即派劉曜、王彌和其子河內王劉粲領兵進攻洛陽，因與石勒於大陽會師並在澠池擊敗晉將裴邈，因此直入洛川，擄掠梁、陳、汝南、潁川之間大片土地，並攻陷百多個壁壘。次年，又派前軍大將軍呼延晏領二萬七千人進攻洛陽，行軍至河南時就已十二度擊敗抵抗的晉軍，殺三萬多人。後劉曜、王彌和石勒都奉命與呼延晏會合。呼延晏在劉曜等人未到時就先行進攻洛陽城，攻陷平昌門並大肆搶掠，更於洛水焚毀晉懷帝打算出逃用的船隻。劉曜等人到達後就一起攻進洛陽城，並攻進皇宮縱兵搶掠，盡收皇宮中的宮人和珍寶，又大殺官員和宗室。另外更俘擄晉怀帝和羊皇后，將他們移送到平陽。

### 圖拓疆土
永嘉之亂後，劉聰又因晉牙門趙染叛晉歸降而命劉曜和劉粲攻打關中，最終攻陷長安並殺晉南陽王司馬模，並讓劉曜據守長安。但不久就被晉馮翊太守索綝、安定太守賈疋和雍州刺史麴特等反擊，劉曜等兵敗，劉曜更被圍困於長安。終於嘉平二年（永嘉六年，312年）被逼退出長安，撤回平陽。
嘉平二年（312年）年初，劉聰曾派靳沖和卜翊圍困晉并州治所晉陽，但因拓跋猗盧率兵營救而失敗。不久，令狐泥因其父令狐盛被晉并州刺史劉琨殺害而投奔漢國，並說出晉陽虛實。劉聰十分高興，便派劉粲和劉曜攻晉陽，由令狐泥作嚮導。劉琨知道漢國來攻後就到中山郡和常山郡招兵，並向拓跋猗盧求救；同時由張喬和郝詵領兵擋住漢軍。但張、郝皆敗死，劉粲於是乘劉琨未及救援而攻陷並佔領晉陽。但不久拓跋猗盧則親率大軍與劉琨反攻晉陽，劉曜兵敗，唯有棄守晉陽，撤走時遭拓跋猗盧追及，在藍谷交戰但大敗。晉陽得而復失。

### 殺害懷帝
晉懷帝被擄至平陽後，就被劉聰任命為特進、左光祿大夫、平阿公。後來改封會稽郡公。劉聰曾與懷帝回憶昔日與王濟造訪他的往事，亦談到西晉八王之亂，宗室相殘之事。劉聰談得十分高興，更賜小劉貴人給懷帝。但於嘉平三年（313年）正月，劉聰在與群臣的宴會中命懷帝以青衣行酒，晉朝舊臣庾珉和王儁見此忍不住心中悲憤而號哭，令劉聰十分厭惡。當時又有人流傳庾珉等會作劉琨的內應以助他攻取平陽，於是殺害懷帝和庾珉等十多名晉朝舊臣。

### 屢攻長安
晉懷帝被殺的消息於四月傳至長安後，在長安的皇太子司馬鄴便即位為晉愍帝。劉聰則派趙染與劉曜和司隸校尉喬智明等進攻長安，多次擊敗抵抗的麴允。趙染後更乘夜攻進長安外城縱火搶掠，至天亮才因麴鑒救援長安而撤出長安，但麴鑒追擊時又遭劉曜擊敗。後因劉曜輕敵而被麴允偷襲，喬智明被殺，劉曜唯有撤兵回平陽。
次年，再派劉曜與趙染出兵長安，索綝領兵抵抗，但趙染初戰於新豐城西因輕敵而敗北。不久二人與將軍殷凱再攻長安，在馮翊擊敗麴允，但當晚又被麴允夜襲殷凱軍營，殷凱戰死。隨後劉曜到懷縣轉攻晉河內太守郭默，但郭默固守不降。在新鄭的李矩此時還到劉琨所派的鮮卑騎兵，說服帶領他們的張肇進攻劉曜。漢國士兵看見鮮卑騎兵就不戰而走，劉聰見進攻不成，打算先消滅劉琨，故命令劉曜撤軍。
建元元年（晉建興三年，315年），劉曜在襄垣擊敗劉琨所派軍隊，並打算進攻陽曲。但此時劉聰又認為要先攻取長安，於是命劉曜撤軍回蒲阪。

### 攻滅西晉
劉聰命劉曜撤回蒲阪後數月即派劉曜進攻北地，劉曜先攻破馮翊，後攻上郡，麴允雖然領兵在靈武抵抗但因兵少而不敢進攻。建元二年（316年），劉曜攻取北地，後即進逼長安。雖然有多批援兵救援長安，但都因畏懼漢國軍隊而不敢進擊。而司馬保所派將領胡崧雖然在靈臺擊敗劉曜，但卻因不願見擊退劉曜後麴允和索綝勢力變得強大，竟然勒兵退還槐里。劉曜因而得以攻佔長安外城並圍困愍帝所在小城。在爆發飢荒的小城內死守兩個月後，愍帝決定出降，被送至平陽。西晉正式滅亡。次年出獵時命愍帝穿戎服執戟作前導，被認出後有老人哭泣。劉粲勸劉聰殺愍帝但劉聰想再作觀望。及後又命愍帝行酒、洗爵和執蓋等僕役工作，令晉朝舊臣流淚哭泣，辛賓更抱著愍帝大哭。劉聰終也殺害愍帝。

### 後期昏庸
劉聰自嘉平三年（晉建興二年，314年）十一月立劉粲為相國、大單于，總管各事務後，就將國事委託給他。自己則開始貪圖享樂，次年更設上皇后、左皇后和右皇后以封妃嬪，造成「三后並立」。後來更立中皇后。在委託政務給劉粲的同時，劉聰亦寵信中常侍王沈、宣懷、俞容等人，劉聰因於後宮享樂而長時間不去朝會，群臣有事都會向王沈等人報告而不是上表送呈劉聰。而王沈亦大多不報告劉聰，只以自己喜惡去議決事項。王沈等人又貶抑朝中賢良，任命奸佞小人任官。劉聰又聽信王沈等人的讒言，於建元二年（316年）二月殺特進綦毋達、太中大夫公師彧、尚書王琰等七名宦官厭惡的官員，侍中卜幹哭著勸諫但就遭劉聰免為庶人。
太宰劉易、御史大夫陳元達、金紫光祿大夫劉延和劉聰子大將軍劉敷都曾上表勸諫劉聰不要寵信宦官。但劉聰完全相信王沈等，都不聽從。劉粲與王沈等人勾結，因此向劉聰大讚王沈等人，劉聰聽後即將王沈等人封列侯。劉易見此又上表進諫，終令劉聰發怒，更親手毀壞劉易的諫書，劉易於是怨憤而死；陳元達見劉易之死，亦對劉聰失望，憤而自殺。朝廷在王沈和劉粲等人把持之下綱紀全無，而且貪污盛行，臣下只會奉承上級；對後宮妃嬪宮人的賞賜豐盛，反而在外軍隊卻資源不足。劉敷見此就曾多次勸諫，劉聰卻責罵劉敷常常在他面前哭諫，令劉敷憂憤得病，不久逝世。
因為劉聰的完全信任，王沈和劉粲等人又與靳準聯手誣稱皇太弟劉乂叛變，不但廢掉並殺害劉乂，更趁機誅除一些自己討厭的官員，又坑殺平陽城中一萬五千多名士兵。劉粲在劉乂死後被立為皇太子。
麟嘉三年（318年），刘聪患病，以太宰劉景、大司馬劉驥、太師任𫖮、太傅朱紀和太保呼延晏並錄尚書事，又命范隆為守尚書令、儀同三司，靳準為大司空，二人皆決尚書奏事，以作輔政。七月癸亥日（8月31日）逝世，在位九年。諡為昭武皇帝，庙号烈宗。

## 轶事
- 據說劉聰出生時形體非常，左耳有一白毛，長逾二尺，有光澤。
- 劉聰雖然因眾意而登位，但仍認為自己是不依長幼次序而被擁立，於是忌憚兄長劉恭，並乘他睡覺時將他刺殺。
- 劉聰因單太后的絕美姿貌而與她亂倫，單太后子皇太弟劉乂曾多次規勸母親，單太后因而慚愧憤恨而死。雖然及後知道劉乂曾作規勸間接令單太后逝世，但因懷念單太后而沒有廢去其皇太弟身份。
- 劉聰曾濫殺大臣，如左都水使者襄陵王刘摅就曾因魚蟹供應不足而被劉聰殺害；將作大匠靳陵就因未能如期建成「溫明」、「徽光」二殿而被殺。王彰曾勸諫劉聰不要游獵過度，要劉聰念及劉淵建國艱難，應專心朝政。但劉聰聽後大怒，又要殺王彰，只因太后張夫人絕食以及劉乂和劉粲死諫才赦免王彰。後來設立中皇后時，尚書令王鑒和中書監崔懿之等又諫止劉聰濫封皇后，亦被劉聰所殺。

## 家庭

### 父母
- 高祖光文帝刘渊
- 张夫人

### 后妃

#### 皇后
- 呼延皇后，汉光文帝呼延皇后堂妹。谥武元皇后
- 张徽光，輔漢將軍張寔女，初封貴人。諡武孝皇后
- 刘娥，劉殷女，賢明，劉聰所行不當會規勸糾正。諡武宣皇后
- 左贵嫔刘英，劉殷女，左貴嬪，劉聰意圖立為皇后但遭太后反對，不久逝世。後獲追谥為武德皇后
- 刘皇后，劉殷孙女，貴妃，後被立為左皇后
- 靳月光，靳準女，上皇后。因被陳元達揭發有穢行而被廢除
- 靳月華，靳準女，右皇后
- 樊皇后，張徽光侍婢，被立為上皇后
- 宣皇后，宣懷養女，中皇后
- 王皇后，中常侍王沈養女，左皇后

#### 妃嫔
- 小劉貴人，劉殷孙女，贵人，曾被赐予晋怀帝为妻。刘聪毒杀怀帝后小刘贵人重返后宫。
- 张丽光，武孝皇后张徽光妹妹

### 兒子
- 刘粲，漢隱帝。初封河內王，後被立為太子，即位不久便被靳準所殺。
- 劉易，封河間王。316年卒。
- 劉翼，封彭城王。
- 劉悝，封高平王。
- 劉敷，封勃海王。316年卒。
- 劉驥，封濟南王。318年被杀。
- 劉鸞，封燕王。
- 劉鴻，封楚王。
- 刘劢，封齐王。318年被杀。
- 劉權，封秦王。
- 劉操，封魏王。
- 劉持，封趙王。
- 劉恒，封代王。
- 劉逞，封吳王。318年被杀。
- 劉朗，封潁川王。
- 劉皋，封零陵王。
- 劉旭，封丹陽王。
- 劉京，封蜀王。
- 劉坦，封九江王。
- 劉晃，封臨川王。
- 劉衷[6]，封會稽王。318年蠡斯則百堂大火時被燒死。
- 劉約，封東平王。疑于318年卒。

## 影視形象
- 1994年电视剧《东方小故事之刘娥罢殿》：高宏亮饰刘聪

## 延伸阅读
[在维基数据编辑]
 《晉書·卷102》，出自房玄齡《晉書》
 《魏書·卷95》，出自魏收《魏书》
 在维基共享资源阅览影像